# 克雷格·史蒂文斯
克雷格·史蒂文斯（英語：Craig Stevens，1980年7月23日—），澳大利亚男子游泳运动员。他曾代表澳大利亚参加2004年和2008年夏季奥林匹克运动会游泳比赛，其中2004年夏季奥运会获得一枚银牌。